# Patrick Gifreu
Patrick Gifreu (Perpinyà, Rosselló, 1952) és un escriptor, mestre i dibuixant. Treballa de mestre, col·labora a El Punt de Catalunya Nord i La Crònica, així com als mitjans L'Indépendant, Doc(k)s, 4 taxis, Tam-Tam i Commonpress, on ha conreat la poesia visual. És membre de l'AELC.
Gifreu ha prestat força atenció a la figura de Salvador Dalí, amb relació a la tensió localisme-universalisme. Des d'aquesta òptica, en el seu llibre Dali, un manifeste ultralocal, 1997, Gifreu estudia la influència sobre Salvador Dalí de noms com Carles Fages de Climent, Francesc Pujols, Alexandre Deulofeu, Marcel Pagès, Narcís Monturiol o, fins i tot, Lídia de Cadaqués, saludats per Dalí, segons Gifreu, com a "genis ultralocals, dels quals va manllevar conceptes i capteniments".

## Obra

### Narrativa
- Tor Vabel, premi de narració Puig i Ferreter (Perpinyà: Publicacions del Centre de Documentació i d'Animació de Cultura Catalana - CEDAC, 1979)
- Hava (Sabadell: Èczema, 1981)
- Autoplàstia del cargol tocat pel bolet, una mena de "dietari metafísic" (Perpinyà: Llibres del Trabucaire, 1988)
- Arca de Noesi, amb "devantal" de Jaume Queralt (Barcelona: El Llamp, 1991)

### Poesia
- Fang tou (Perpinyà: Sant Joan i barres, 1976)
- Falsa alarma (Tarragona: Epsilon, 1979)
- Ten variations, Quadrícula, la poesia visual (1979)
- Telediari (Campos, Mallorca: Edicions Guaret, 1980)
- Ics, poesia visual, premi Vila de Vallirana-Josep M. López Picó de poesia (Barcelona: Llibres del Mall, 1983)
- Via dels ossos, Premi Cadaqués a Rosa Leveroni 2002 (Barcelona: Edicions Proa, 2003)
- Barcelone sans date/ Barcelona sense data (Mònaco: Éditions du Rocher, 2004)
- La seda d'un so, Premis Octubre-Vicent Andrés Estellés 2003 (València: Eliseu Climent / 3i4, 2004)

### Assaig
- Dalí, un manifest ultralocal, inclòs en una caixa d'art de (Barcelona: Cave Canis, 1996); després publicat de nou a (Barcelona: Parsifal, 2003)
- Teoria de les ics (Barcelona: Columna, 1991)
- Dali, un manifeste ultralocal (Narbona: Anatolia/Le Rocher, 1997)
- Gaudí, la glòria del gran arquitecte (Lleida: Pagès Editors, 2003)

### Articles destacats
- L'univers convergeix a l'estació de Perpinyà, però encara no he trobat ningú per guardar-me la mula, Revista de Girona, No. 222, 2004

### Llibres d'art
- Llibre d'os, definit com un "encontre entre un plasticià barceloní i un poeta rossellonès", amb serigrafies de l'artista Frederic Amat i poemes d'en Patrick Gifreu (Perpinyà: Trabucaire, 1998)

### Traduccions del català al francès
- Ramon Lull: Livre de l'Ami et de l'Aimé (Llibre d'amic e amat), edició bilingüe (Montpeller: La Différence, 1989)
- Ramon Llull: Le livre des Bêtes (Llibre de les bèsties), (París: Chiendent, 1985; segona edició - París: La Différence, 1991)
- Ramon Llull: Le livre de l'ordre de chevalerie (Llibre de l'orde de cavalleria), (París: La Différence, 1991)
- Ramon Llull: Felix ou le livre des Merveilles (Llibre de meravelles), (Monaco: Éditions du Rocher, 2000)
- Ramon Llull: Blaquerne (Llibre d'Evast e d'Aloma e de Blaquerna son fill), (Monaco: Éditions du Rocher, 2007)
- Joan Vinyoli: Promenade d'anniversaire (1990)
- Miquel Bauçà: Rue Marsala (1991)
- Miquel Martí i Pol, Joie de la parole (París: La Différence, 1993)
- Ausiàs March: Chants d'amour et de mort. Chant spirituel (París: Orphée / La Différence, 1994)
- Quim Monzó (1994)
- i altres

### Traduccions al català o al català modern
- Kamasutra català, traducció / adaptació al català modern del text medieval català Speculum al foder, anònim (Barcelona: Columna, 2001)

### Altres Projectes
- Col·labora com a poeta en l'obra de dansa moderna, Zumzum·ka, de la companyia de dansa Gelabert-Azzopardi, on coincideix amb en Frederic Amat - escenografia, i el Pascal Comelade - música (1997-98)